# Barbara Torelli
Pour l’article ayant un titre homophone, voir Barbara Torelli Benedetti.
Barbara Torelli, née à Montechiarugolo vers 1475 et morte à Bologne après le 7 novembre 1533, est une femme de lettres italienne qui a fréquenté les cours de Mantoue et Ferrare. Épouse en premières noces le condottiere Ercole Bentivoglio, puis en secondes noces, le courtisan et érudit Ercole Strozzi, mystérieusement assassiné peu de temps après son mariage.
Un sonnet, écrit en mémoire de son mari Ercole Strozzi assassiné, lui est attribué.

## Biographie

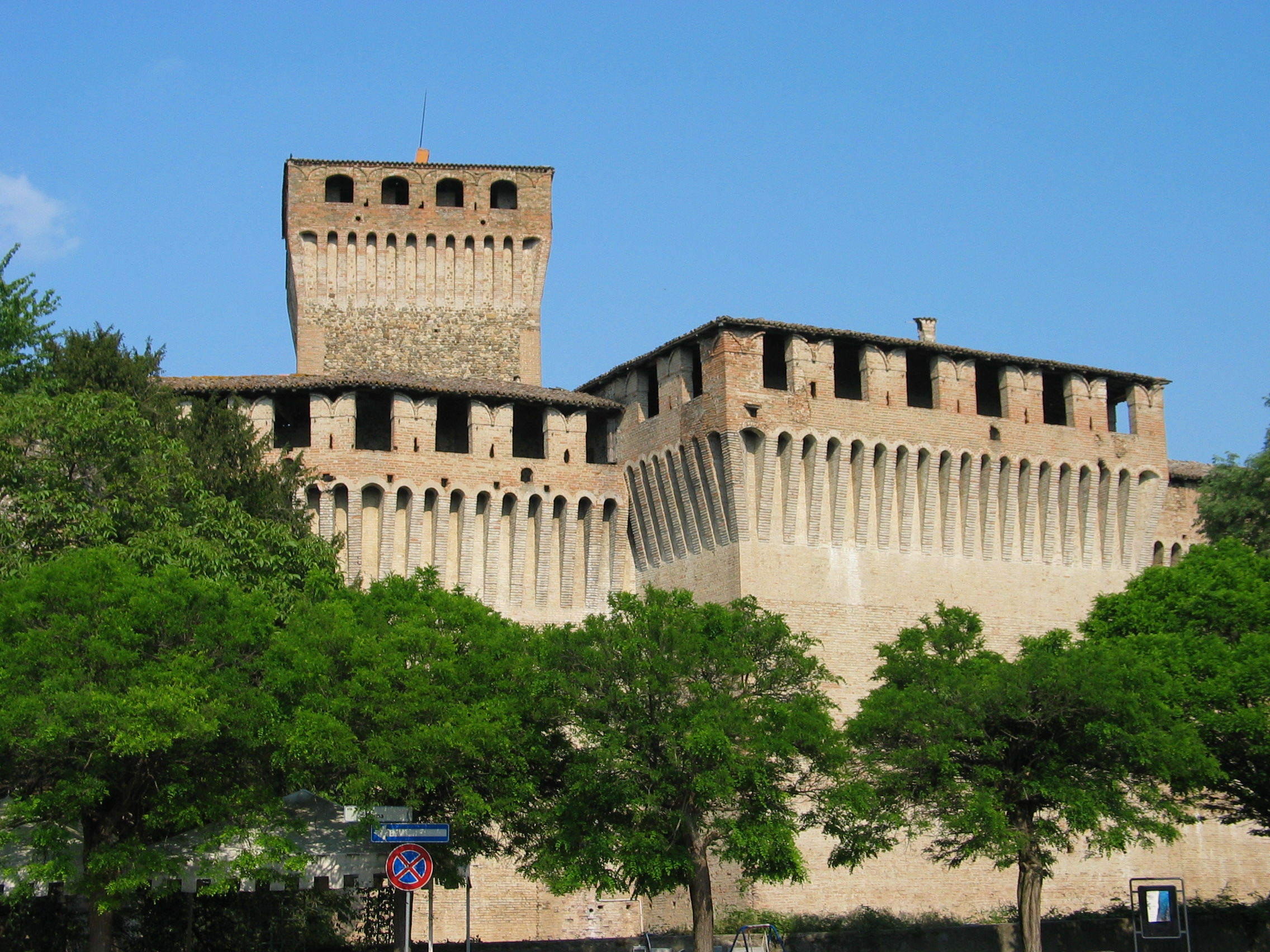
Rocca Torelli a Montechiarugolo

Barbara est la fille de Marsilio Torelli et de Paola Secco, elle-même fille de Francesco Secco (Caravaggio, 1423 - Vicopisano, 1496), un capitano di ventura. Née probablement au château paternel vers 1475, elle y demeure pendant environ seize ans. En effet une inscription y figure dans la loge : « 1491, ottobre: la magnifica madonna Barbara Torella, moliera de messere Ercule Bentivolio, se partì de qui per andare a marito a Pisa, ».

## Barbara Torelli dans les arts

### Cinéma
- Lucrezia Borgia, film en noir et blanc italien réalisé par Hans Hinrich, sorti en 1940 : Barbara Torelli est interprétée par Pina De Angelis.